# Super-Session
Super-Session – album muzyczny, nagrany przez trzech znanych muzyków jazzowych: pianistę Tommy’ego Flanagana (jako lidera) oraz Reda Mitchella i Elvina Jonesa (sekcja rytmiczna). Sesja nagraniowa zarejestrowana została 4 lutego 1980 w Sound Ideas Studio w Nowym Jorku. LP wydany przez niemiecką wytwórnię Enja Records w 1980.

## Muzycy
- Tommy Flanagan – fortepian
- Red Mitchell – kontrabas
- Elvin Jones – perkusja

## Lista utworów
Strona A
| 1. | "Django" (John Lewis)            | 5:58  |
|    |                                  |       |
| 2. | "Minor Perhaps" (Tommy Flanagan) | 6:37  |
|    |                                  |       |
| 3. | "Too Late Now" (Burton Lane)     | 9:33  |
|    |                                  |       |
|    |                                  | 22:08 |
|    |                                  |       |
Strona B
| 4. | "I Love You" (Cole Porter)                      | 6:58  |
|    |                                                 |       |
| 5. | "Rachel's Rondo" (Tommy Flanagan)               | 5:58  |
|    |                                                 |       |
| 6. | "Things Ain't What They Used To Be" (Ellington) | 6:20  |
|    |                                                 |       |
|    |                                                 | 19:16 |
|    |                                                 |       |

## Informacje uzupełniające
- Produkcja – Horst Weber
- Inżynier dźwięku – Jim McCurdy
- Zdjęcia – Guiseppe Pino
- Projekt okładki – E. Winckelmann